# Olympische Geschichte Guams
| Gelbes Symbol für Goldmedaillen mit stilisierten Olympischen Ringen | Graues Symbol für Silbermedaillen mit stilisierten Olympischen Ringen | Braundes Symbol für Bronzemedaillen mit stilisierten Olympischen Ringen |
| ------------------------------------------------------------------- | --------------------------------------------------------------------- | ----------------------------------------------------------------------- |
| —                                                                   | —                                                                     | —                                                                       |

Guam, dessen NOK, die Guam National Olympic Committee, 1976 gegründet wurde, nimmt seit 1988 an allen Olympischen Sommerspielen teil. 1988 startete ein Sportler der Pazifikinsel bei Winterspielen. Jugendliche Athleten wurden zu beiden bislang ausgetragenen Jugend-Sommerspielen geschickt.
Medaillen konnten Sportler und Sportlerinnen Guams nicht gewinnen.

## Allgemeine Übersicht

### Olympische Spiele
Der erste Auftritt Guams bei Olympischen Spielen fand 1988 in Calgary teil. Bei den dortigen Winterspielen war am 23. Februar 1988 der Biathlet Judd Bankert der erste Olympionike Guams überhaupt. In Seoul 1988 gingen 19 Sportler aus Guam in der Leichtathletik, Boxen, Judo, Segeln, Schwimmen, Gewichtheben und Ringen an den Start. Erster Sommer-Olympionike waren am 18. September 1988 die Schwimmer Jonathan Sakovich über 200 Meter Freistil und Veronica Cummings über 50 Meter Freistil, die damit auch die erste Frau Guams bei Olympischen Spielen war.
Sportler aus Guam nahmen in der Folgezeit in den Sportarten Bogenschießen und Radsport (seit 1992) und Kanusport (seit 2008) teil.

### Olympische Jugendspiele
Mit drei Jugendlichen nahm Guam an den Jugend-Sommerspielen 2010 in Singapur teil. Zwei Jungen und ein Mädchen traten in den Sportarten Leichtathletik und Ringen an.
2014 in Nanjing nahmen acht jugendliche Athleten, zwei Jungen und sechs Mädchen, teil. Sie traten im Basketball, Golf, Judo und Ringen an. 

## Übersicht der Teilnahmen

### Sommerspiele
| Jahr      | Athleten           | Athleten           | Athleten           | Sportarten         | Sportarten         | Sportarten         | Sportarten         | Sportarten         | Sportarten         | Sportarten         | Sportarten         | Sportarten         | Sportarten         | Sportarten         | Medaillen          | Medaillen          | Medaillen          | Medaillen          | Rang               |
| Jahr      | ∑                  |                    |                    |                    |                    |                    |                    |                    |                    |                    |                    |                    |                    |                    |                    |                    |                    | Medaillen – Gesamt | Rang               |
| --------- | ------------------ | ------------------ | ------------------ | ------------------ | ------------------ | ------------------ | ------------------ | ------------------ | ------------------ | ------------------ | ------------------ | ------------------ | ------------------ | ------------------ | ------------------ | ------------------ | ------------------ | ------------------ | ------------------ |
| 1896–1984 | nicht teilgenommen | nicht teilgenommen | nicht teilgenommen | nicht teilgenommen | nicht teilgenommen | nicht teilgenommen | nicht teilgenommen | nicht teilgenommen | nicht teilgenommen | nicht teilgenommen | nicht teilgenommen | nicht teilgenommen | nicht teilgenommen | nicht teilgenommen | nicht teilgenommen | nicht teilgenommen | nicht teilgenommen | nicht teilgenommen | nicht teilgenommen |
| 1988      | 19                 | 14                 | 5                  |                    | 1                  | 2                  | 3                  |                    | 6                  |                    | 1                  | 4                  | 2                  |                    |                    |                    |                    |                    |                    |
| 1992      | 22                 | 16                 | 6                  | 1                  |                    | 1                  | 2                  |                    | 2                  | 6                  | 1                  | 7                  | 2                  |                    |                    |                    |                    |                    |                    |
| 1996      | 8                  | 6                  | 2                  |                    |                    |                    |                    |                    | 2                  |                    | 1                  | 2                  | 3                  |                    |                    |                    |                    |                    |                    |
| 2000      | 7                  | 5                  | 2                  |                    |                    | 1                  |                    |                    | 2                  | 1                  |                    | 1                  | 1                  |                    |                    |                    |                    |                    |                    |
| 2004      | 4                  | 3                  | 1                  |                    |                    |                    |                    |                    | 2                  |                    | 1                  | 1                  |                    |                    |                    |                    |                    |                    |                    |
| 2008      | 6                  | 4                  | 2                  |                    |                    |                    | 1                  | 1                  | 2                  |                    | 1                  | 1                  |                    |                    |                    |                    |                    |                    |                    |
| 2012      | 8                  | 5                  | 3                  |                    |                    |                    | 1                  |                    | 2                  | 1                  | 1                  | 3                  |                    |                    |                    |                    |                    |                    |                    |
| 2016      | 5                  | 3                  | 2                  |                    |                    |                    |                    |                    | 2                  | 1                  |                    | 2                  |                    |                    |                    |                    |                    |                    |                    |
| 2020      | 5                  | 2                  | 3                  |                    |                    |                    | 1                  |                    | 1                  |                    | 1                  | 2                  |                    |                    |                    |                    |                    |                    |                    |
| 2024      | 8                  | 1                  | 7                  |                    |                    | 1                  | 1                  | 1                  | 2                  |                    | 2                  |                    |                    | 1                  |                    |                    |                    |                    |                    |
| Gesamt    | Gesamt             | Gesamt             | Gesamt             | Gesamt             | Gesamt             | Gesamt             | Gesamt             | Gesamt             | Gesamt             | Gesamt             | Gesamt             | Gesamt             | Gesamt             | Gesamt             | 0                  | 0                  | 0                  | 0                  |                    |

### Winterspiele
| Jahr      | Athleten           | Athleten           | Athleten           | Sportarten         | Medaillen          | Medaillen          | Medaillen          | Medaillen          | Rang               |
| Jahr      | ∑                  |                    |                    |                    |                    |                    |                    | Medaillen – Gesamt | Rang               |
| --------- | ------------------ | ------------------ | ------------------ | ------------------ | ------------------ | ------------------ | ------------------ | ------------------ | ------------------ |
| 1924–1984 | nicht teilgenommen | nicht teilgenommen | nicht teilgenommen | nicht teilgenommen | nicht teilgenommen | nicht teilgenommen | nicht teilgenommen | nicht teilgenommen | nicht teilgenommen |
| 1988      | 1                  | 1                  | 0                  | 1                  |                    |                    |                    |                    |                    |
| 1992–2022 | nicht teilgenommen | nicht teilgenommen | nicht teilgenommen | nicht teilgenommen | nicht teilgenommen | nicht teilgenommen | nicht teilgenommen | nicht teilgenommen | nicht teilgenommen |
| Gesamt    | Gesamt             | Gesamt             | Gesamt             | Gesamt             | 0                  | 0                  | 0                  | 0                  |                    |

### Jugend-Sommerspiele
| Jahr   | Athleten | Athleten | Athleten | Sportarten | Sportarten | Sportarten | Sportarten | Sportarten | Medaillen | Medaillen | Medaillen | Medaillen          | Rang |
| Jahr   | Gesamt   |          |          |            |            |            |            |            |           |           |           | Medaillen – Gesamt | Rang |
| ------ | -------- | -------- | -------- | ---------- | ---------- | ---------- | ---------- | ---------- | --------- | --------- | --------- | ------------------ | ---- |
| 2010   | 3        | 2        | 1        |            |            |            | 1          | 2          |           |           |           |                    |      |
| 2014   | 8        | 2        | 6        | 4          | 2          | 1          |            | 1          |           |           |           |                    |      |
| 2018   | 4        | 2        | 2        |            |            |            |            | 4          |           |           |           |                    |      |
| Gesamt | Gesamt   | Gesamt   | Gesamt   | Gesamt     | Gesamt     | Gesamt     | Gesamt     | Gesamt     | 0         | 0         | 0         | 0                  |      |

### Jugend-Winterspiele
| Jahr      | Athleten           | Athleten           | Athleten           | Sportarten         | Medaillen          | Medaillen          | Medaillen          | Medaillen          | Medaillen          |
| Jahr      | Gesamt             |                    |                    | Sportarten         |                    |                    |                    | Medaillen – Gesamt | Rang               |
| --------- | ------------------ | ------------------ | ------------------ | ------------------ | ------------------ | ------------------ | ------------------ | ------------------ | ------------------ |
| 2012–2024 | nicht teilgenommen | nicht teilgenommen | nicht teilgenommen | nicht teilgenommen | nicht teilgenommen | nicht teilgenommen | nicht teilgenommen | nicht teilgenommen | nicht teilgenommen |
| Gesamt    | Gesamt             | Gesamt             | Gesamt             | Gesamt             | 0                  | 0                  | 0                  | 0                  | -                  |

## Medaillengewinner

### Goldmedaillen
Bislang (Stand 2024) keine Goldmedaille

### Silbermedaillen
Bislang (Stand 2024) keine Silbermedaille

### Bronzemedaillen
Bislang (Stand 2024) keine Bronzemedaille